# Carposina sasakii
Carposina sasakii là một loài bướm đêm thuộc họ Carposinidae. Nó là loài đặc hữu của phần lớn châu Á, bao gồm Nhật Bản, Hàn Quốc và Trung Quốc và Nga (tỉnh Amurskaya, vùng Khabarovskii, vùng Primorskii). Chúng là một loài du nhập ở Texas.
Sải cánh dài 13–17 mm.
Ấu trùng ăn nhiều loài quả khác nhau và được xem là loài gây hại cho đào, táo, mai, mận. Ngoài ra chúng còn ăn các loài Crataegus, Cydonia oblonga và Ziziphus sativa.